# Municipio de Logan Center
El municipio de Logan Center (en inglés: Logan Center Township) es un municipio ubicado en el condado de Grand Forks en el estado estadounidense de Dakota del Norte. En el año 2010 tenía una población de 44 habitantes y una densidad poblacional de 0,47 personas por km².

## Geografía
El municipio de Logan Center se encuentra ubicado en las coordenadas 47°48′36″N 97°48′46″O / 47.81000, -97.81278. Según la Oficina del Censo de los Estados Unidos, el municipio tiene una superficie total de 93.5 km², de la cual 93,45 km² corresponden a tierra firme y (0,06 %) 0,05 km² es agua.

## Demografía
Según el censo de 2010, había 44 personas residiendo en el municipio de Logan Center. La densidad de población era de 0,47 hab./km². De los 44 habitantes, el municipio de Logan Center estaba compuesto por el 100 % blancos. Del total de la población el 0 % eran hispanos o latinos de cualquier raza.